# Clydonium costalimai
Clydonium costalimai är en stekelart som beskrevs av Alfred Byrd Graf 1976. Clydonium costalimai ingår i släktet Clydonium och familjen brokparasitsteklar. Inga underarter finns listade i Catalogue of Life.